# 天田麗文
天田 麗文（あまだ れいぶん、1969年9月30日 - ）(Reibun Amada) は、日本の元女子プロレスラー。身長169cm、体重70kg、血液型O型。中華人民共和国・上海出身。中国残留孤児2世。全日本シングル・タッグ・ジュニアの三冠王に君臨した唯一の選手である。
度重なる怪我（特に肩、腰の負傷が多かった）により活動した期間は短いが、FMWにおけるヒールレスラーとしての独特な存在感がファンに強い印象を残した。

## 経歴・戦歴
プロレス入り前
- 小学生時代に日本に移住するが、言葉も分からない慣れぬ土地で、一人部屋でテレビを見ているばかりの生活を送る。そんな時、テレビに映しだされた全日本女子プロレス中継に出ていた長与千種に魅せられ、プロレスラーを志す。

1986年
- 全日本女子プロレスに入門。
- 9月25日、埼玉・大宮スケートセンターにおいて、対平田八千代戦でデビュー。

1988年
- 12月11日、豊田真奈美を下し全日本ジュニア王座獲得。

1989年
- 3月4日、神谷美織とのタッグで全日本タッグ獲得。
- 8月24日、全日本シングル王座獲得により三冠達成。
- 10月6日のタッグリーグ・ザ・ベスト'89最終戦を最後に、肩の怪我や腰痛のため、全女を退団。

1990年
- 4月5日、FMWに工藤めぐみ、コンバット豊田と共に乱入という形でカムバックし、ヒールのトップとして活躍、後にベビーフェイスに転向した工藤と抗争を展開し、決着戦では壮絶なKO負けを喫した。女子部活性化への土台を築いた一人とされる。
- カムバック後、全女時代に患った腰痛が再発し、プロレスを続けることが困難になり、12月22日、姫路市でのFMW女子初の単独興行「YAMATONADESHIKO」での対コンバット豊田戦を最後に引退。

- その後は完全にプロレス界から離れ、一般人と家庭を築いている。

## 得意技
- ショルダー・アタック
- 水平投げ
- チャイニーズバックドロップ

全女時代はベビーフェイスでありながら、気性の激しいヒール的なファイトを展開。

## タイトル歴
- 全日本ジュニア王座
- 全日本シングル王座
- 全日本タッグ王座

## エピソード
杉作J太郎はFMW時代の天田の追っかけをしていた。